# Tuberkulin
Das Tuberkulin (lateinisch Tuberculinum) ist eine Mischung von gereinigten und selektierten Proteinen, die aus Bakterien (Mycobacterium tuberculosis) gewonnen wird. Als Diagnosemittel lässt sich damit bei Menschen, die bereits mit den entsprechenden Bakterien Kontakt hatten (und entsprechende Abwehrstoffe gebildet haben), eine Hautreaktion im Sinne einer „verzögerten Überempfindlichkeit“ (delayed hypersensitivity) auslösen (Tuberkulin-Test).

## Alt-Tuberkulin
Erste Varianten des Tuberkulins stammen von Robert Koch (1890), dem Entdecker des Tuberkelbazillus, der im von ihm 1890/91 publizierten Tuberkulin (ein Tuberkel-Glyzerin-Extrakt) einen Impfstoff und mögliches Heilmittel gegen Tuberkulose sah und es in großem Umfang testete, was zum „Tuberkulin-Skandal“ führte, da sein „Tuberkulin“ zwar als Diagnosemittel brauchbar (ab 1907 bei der Pirquet-Probe), aber als Heilmittel (auch nach Bemühungen Emil Behrings zur Verbesserung) unwirksam war. Das Alt-Tuberkulin nach Koch (das auch „Kochsche“ Lymphe genannte Tuberculinum Kochii) wurde aus auf Glycerinpeptonbouillon gezüchteten Mycobacterium-tuberculosis-Stämmen durch Eindampfung und Filtrierung gewonnen. Ab 1896 gab es Neues Tuberkulin. Alt-Tuberkulin war bis 1970 im Handel und wurde noch bis zuletzt in der internen Kontrolle bei der 2004 eingestellten deutschen PPD-Tuberkulin-Herstellung genutzt (PPD: Purified Protein Derivate, aus „gereinigten Protein-Derivaten“).

## PPD-Tuberkuline
Die Inkonsistenz der Alt-Tuberkuline erforderte bereits früh eine Weiterentwicklung: Die Entwicklung des PPD-Tuberkulins geht auf die Arbeit Florence B. Seiberts in den USA ab 1926 zurück. Durch Ultrazentrifugation und selektive Ausfällungen erhöhte sich der Reinheitsgrad des Endprodukts. Eine Verbesserung des Verfahrens, die Hochreinigung, wurde 1939 durch die Anwendung von Ammoniumsulfat und verbesserter Filtertechnologie erzielt.

## Sensitine
Zur Abgrenzung von Infektionen mit atypischen Mycobakterien wurden die sogenannten Sensitine entwickelt. Die vom dänischen Statens Serum Institut („staatliches Serum-Institut“, SSI) in Kopenhagen entwickelten und hergestellten Sensitine enthalten PPD-Zubereitungen aus Mycobacterium bovis (RS 7) oder Mycobacterium avium (RS 10), Mycobacterium fortuitum (RS 20), Mycobacterium intracellulare (RS 23), Mycobacterium kansasii (RS 30), Mycobacterium scrofularum (RS 95) oder Mycobacterium marinum (RS 170).